# Universidad de París VIII
La Universidad de París 8 (en francés: Université Paris 8), también llamada Université de Vincennes à Saint-Denis, es una universidad francesa localizada en Saint-Denis y fundada oficialmente en 1971. Es la heredera del Centre universitaire de Vincennes, establecida a iniciativa del ministro Edgar Faure para ser foco de innovación abierto al mundo contemporáneo, se abrió el 1 de diciembre de 1968, donde muchas personalidades estuvieron involucradas, incluyendo a Gilles Deleuze.
La universidad se beneficia de la Estación de Saint-Denis - Université, en la línea 13 del metro del Gran París, desde 1998.
Universidad especializada en las ciencias de la cultura, acoge a más de 22.000 estudiantes. Cerca de 900 profesores están empleados allí, así como más de 900 empleados administrativos. También hay 33 equipos de investigación, 8 de los cuales están asociados con el CNRS, 4 escuelas de doctorado, 1 Idefi (Creatic) y 1 LabEx(Arts-H2H).
Desde 2014 es miembro de la Communauté d'universités et établissements Universidad París Lumières y es miembro fundador del Campus Condorcet (ciudad de humanidades y ciencias sociales), proyecto iniciado en el año 2008.
También posee campus en Montreuil y en Tremblay-en-France.

## Historia de la universidad

### Vincennes
Fundada en 1969, la Universidad París VIII desciende directamente de uno de los tres «centros universitarios experimentales» creados después de 1968, específicamente del que fue establecido en el bosque de Vincennes en los límites con el municipio de París.
Los «centros universitarios experimentales» fueron propuestos por el ministro Edgar Faure a propuesta de un colectivo de profesores, el proyecto prosperó debido al interés del gobierno del presidente francés Charles de Gaulle para alejar a los estudiantes del centro de París, a quienes se les consideraba como una amenaza después del movimiento estudiantil de mayo de 1968 en Francia. La Facultad de Vincennes comenzó su construcción en otoño de 1968 y recibió a sus primeros estudiantes en 1969.
El centro universitario empezó a ser gestionado a través de comisiones políticas y abiertas integradas por profesores y estudiantes, con el objetivo de que la administración del centro educativo hiciera parte a todos de las decisiones internas. Uno de los ejes críticos en los cuales se enfocó la institución fue en el cuestionamiento de la pedagogía tradicional universitaria, el cual integraba la posición del enseñante en la construcción del saber. Personajes como Alain Badiou, Jacques Derrida, Michel Foucault y Georges Canguillem participaron en la orientación ideológica del centro experimental en donde se enseñaba psicoanálisis, lingüística, cine, teatro, urbanismo y ciencias de la educación, temas que no se encontraban en ninguna universidad francesa del momento.
La universidad permitió la inscripción de las personas que desearan integrarse a la institución, independientemente de su nivel de escolaridad o estado migratorio, mientras tanto se construía un modelo pedagógico con enfoque en la interdisciplinariedad. La facultad de Vincennes presentaba características altas de politización, por lo que expertos como el sociólogo Charles Soulié atribuye a este hecho el origen de la expresión «Vincennes, c’est pour les emmerdeurs» (Vincennes es para los alborotadores) pronunciada por el general De Gaulle.

### Saint-Denis
Las sospechas sobre las intenciones del gobierno francés en cuanto a alejar a los estudiantes universitarios del centro de París se confirman en la orden de traslado de la facultad a Saint-Denis en 1980 y la destrucción total del campus en el bosque de Vincennes. En dicho evento los estudiantes y los profesores mostraron su desacuerdo sobre la decisión. Durante este traslado el «Centro universitario experimental de Vincennes» tomaría el nombre de Universidad París 8.

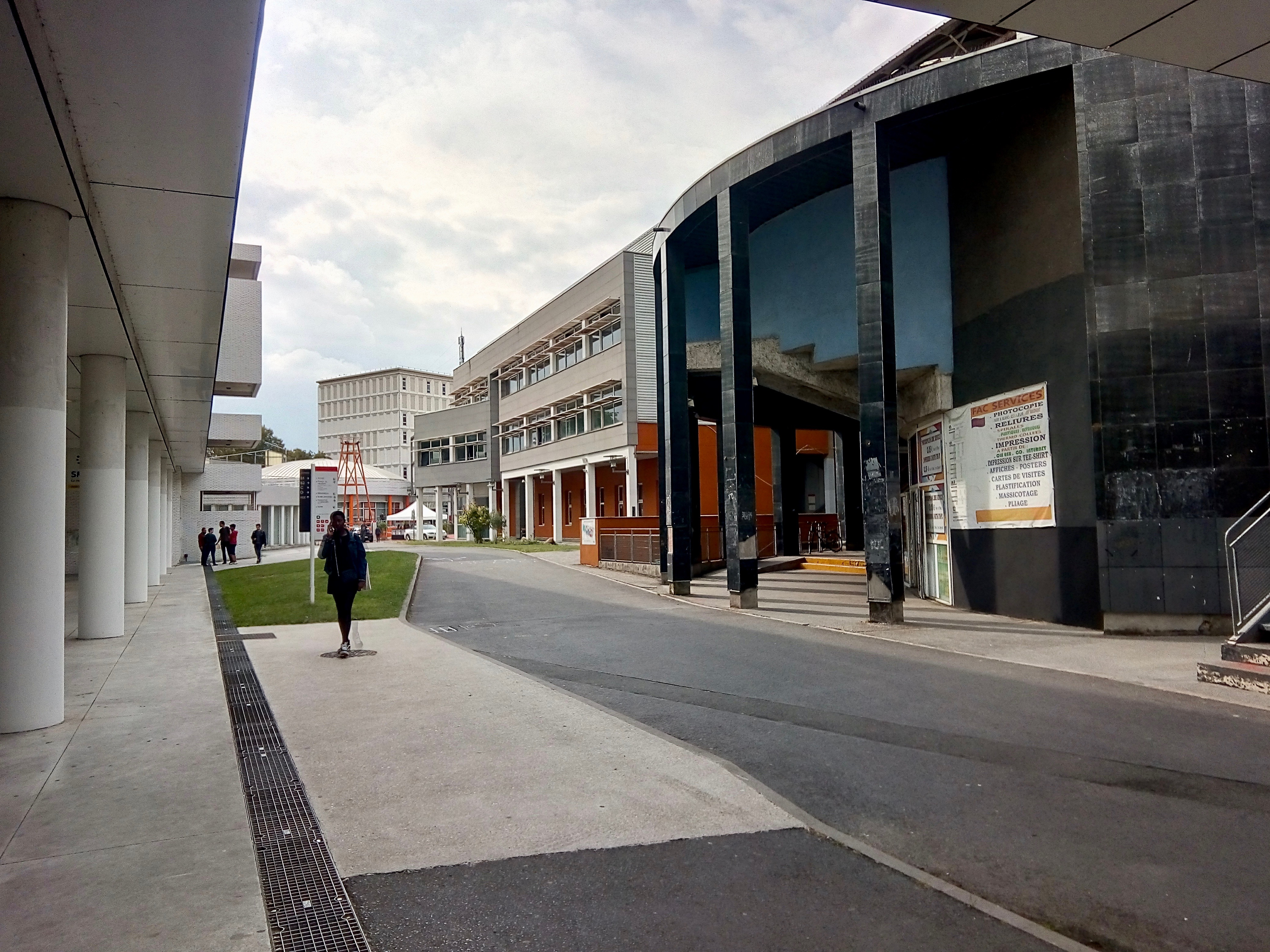
Interior del campus de la Universidad.

La Universidad París 8 tomará la reputación como «la universidad más extranjera de Francia» por el acojo a profesores extranjeros en condición de dificultad debido a motivos políticos en sus países de origen, así como estar integrada por un gran número de estudiantes de todas partes del mundo.
El sociólogo Eric Fassin, profesor dentro de la institución ha expresado: «No es París VIII la que impone la cuestión post-colonial en Francia. Es una realidad sociológica que se destaca como un tema militante para muchos estudiantes.»

## Formación e investigación
La Universidad de París VIII ofrece muchos diplomas, organizados según el esquema LMD  : 6 DUT (diploma universitario técnico), 22 licencias, 11 licencias profesionales, 36 maestrías y 49 doctorados.

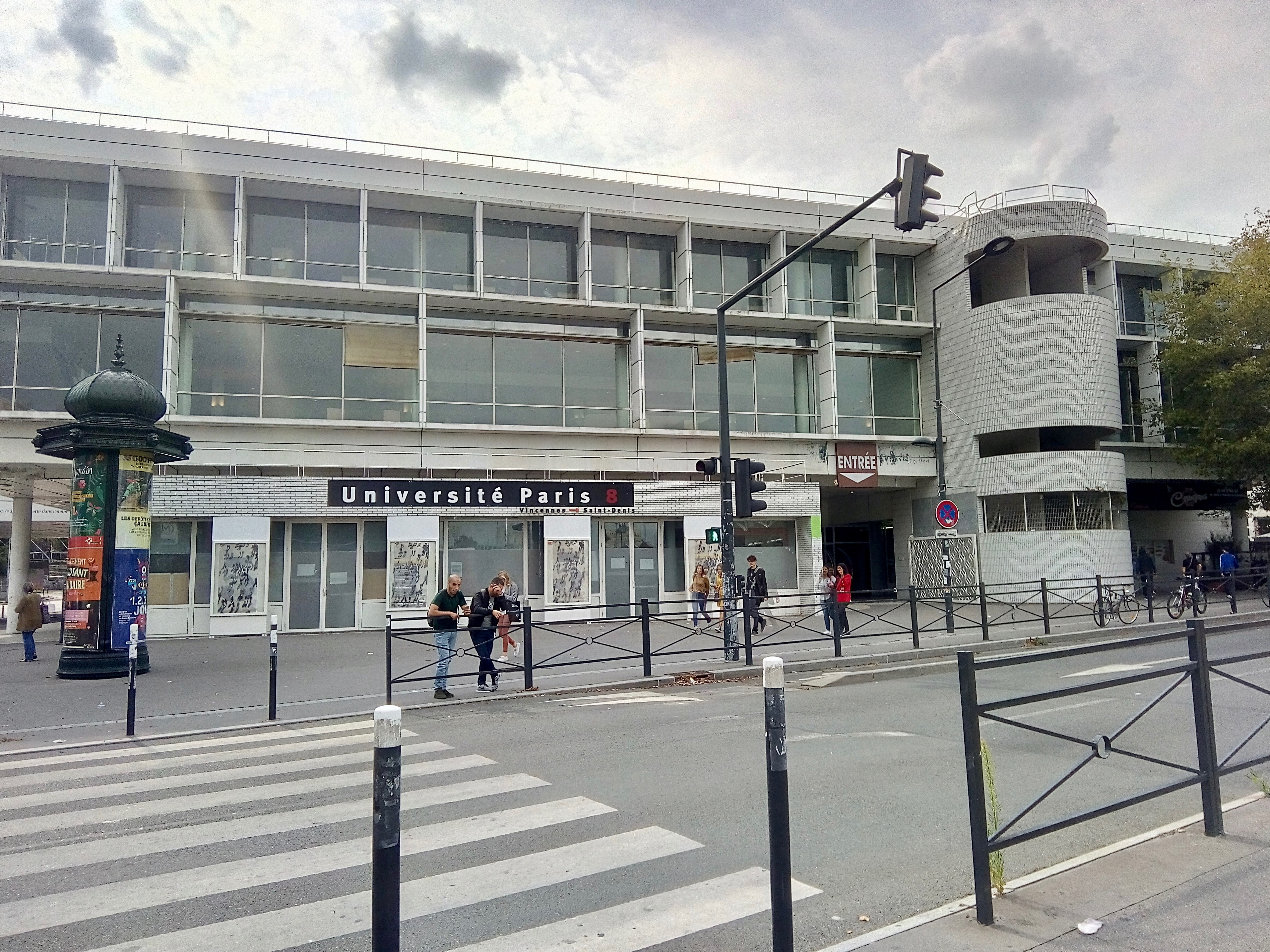
Exterior de la Universidad París 8 (2018).

En 2009, de trece universidades comparadas por el diario La Tribune y la Agencia para la Evaluación de la Investigación y la Educación Superior (AÉRES), París 8 fue clasificada entre las seis primeras de la oferta de formación en licenciatura («B» por la «Gestión universitaria», «A» por los «objetivos y medios de éxito», «B» por «alcance y recursos», «B» por «calidad de diploma, inserción y estudio posterior»). Para Master (maestría), clasificó en el puesto 24 de 49 (41% de las especialidades fueron calificadas A, contra el 83% para la primera universidad del ranking, o 0% a la última en el ranking de universidades).
La Universidad de París VIII se dedica principalmente a las humanidades y las ciencias sociales, las letras y los idiomas. En el pasado, debido a las posiciones poco convencionales adoptadas por los profesores universitarios, algunos departamentos han sido estigmatizados, mientras que otros han sido elogiados. Como el hogar del posmodernismo en filosofía y precursor de las artes tecnológicas, Paris 8 ha sido capaz de innovar en muchos campos, especialmente por su capacidad de reunir disciplinas muy diferentes. Por lo tanto, en el campo de las ciencias de la información y la comunicación , la UFR de "Cultura y Comunicación" ofrece la mayor licenciatura en "Información y Comunicación" de Île-de-France. Así también el departamento de inteligencia artificial está a la vanguardia y el departamento MIME ("Microcomputadora y máquinas integradas") ganó la famosa copa robótica E = M6 en 1994. Entre las ventajas que ofrece, la Universidad Paris 8 es una de las pocas instituciones que imparte cursos de estudios de la mujer o cursos en amazig (lenguas bereberes), bretón , vasco o quechua y náhuatl en Francia.

#### Relaciones internacionales
Creado en 1987, el Servicio de Relaciones y Cooperación Internacional de la Comunidad (SERCI) fue el primer servicio de relaciones internacionales desarrollado en una universidad francesa. Se ocupa de unos 400 estudiantes que vienen a París 8 y alrededor de 250 que salen de París 8 para los intercambios interuniversitarios.

## Gobernanza y medios

### Presupuesto

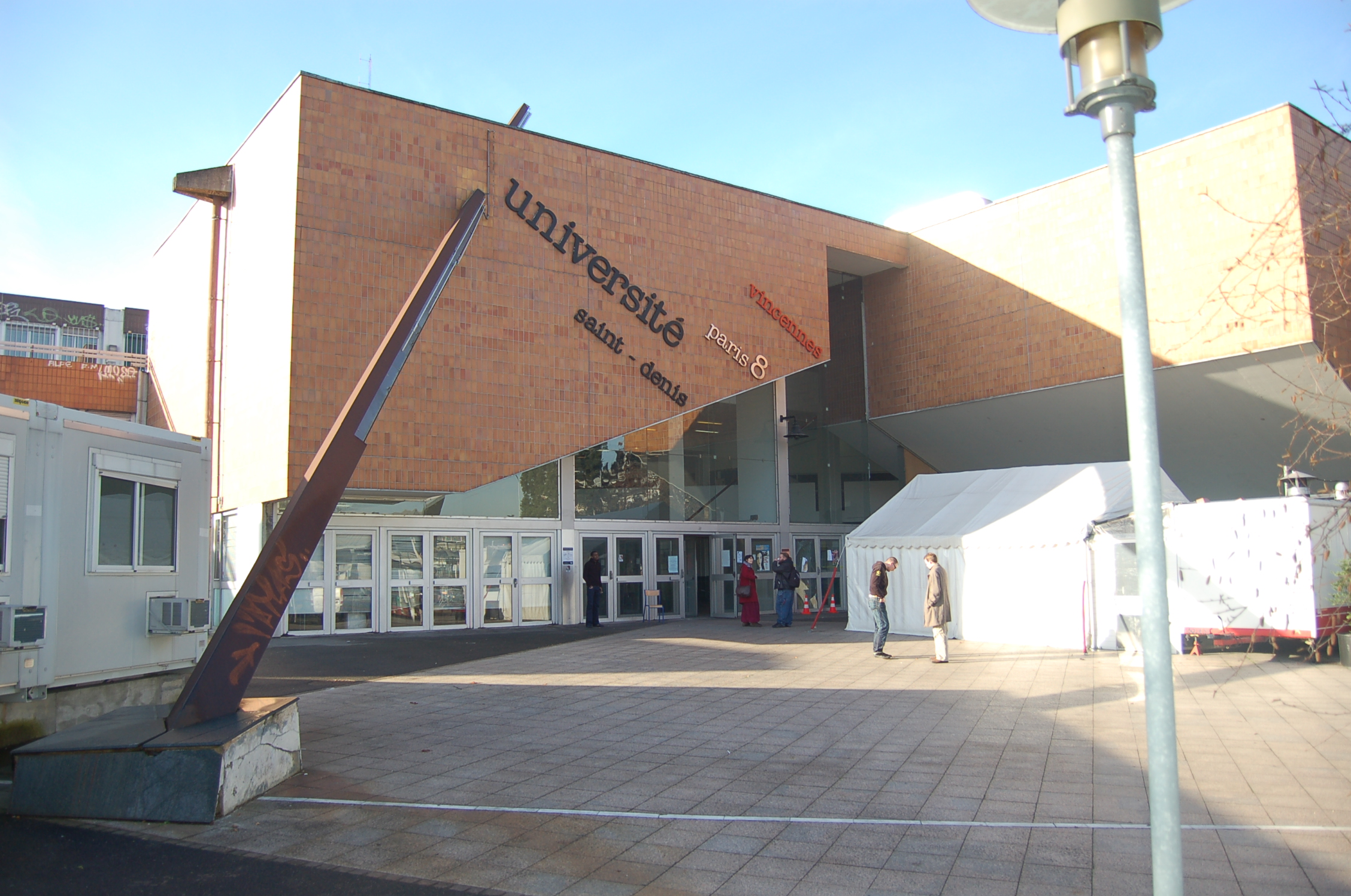
Entrada de la universidad entre 1981 y 1998.

En 2015, el Ministerio asignó 116 millones al presupuesto de la Universidad París VIII, incluidos 111 millones de euros en gastos de personal y 5 millones de euros en gastos de funcionamiento. En comparación, el presupuesto de la universidad vecina Paris XIII es de 141 millones de euros y el de París X 160 millones de euros.
En 2009, el ministerio invirtió en los activos de la universidad: la rehabilitación de la IUT Montreuil (costo de la operación de 19,6  millones de euros, incluidos 9,8 millones de euros financiados por el Estado); Casa de las ciencias del hombre y la plataforma Artes, Ciencias y Tecnologías (costo de la operación de 20 millones de euros de los cuales 10 millones fueron financiados por el Estado), en común con la Universidad Paris XIII; Plan Campus Condorcet (450 millones de euros, de los cuales 1 millón de euros pagados en efectivo para estudios).
El AEREES señaló en su informe de 2009 que el presupuesto asignado a la seguridad de la institución es importante, tan importante como el de la investigación.

### Patrimonio inmobiliario
La universidad es pequeña: su superficie es de aproximadamente 80 000 metros cuadrados, de los cuales el 82 % es el único sitio central. En comparación con el número de estudiantes, esta área es muy pequeña: 3,4 metros cuadrados por estudiante, en comparación con los 9,9 para la media nacional.

### Presidentes de la universidad
- 1971 (marzo-junio): Michel Beaud
- 1971-1976: Claude Frioux
- 1976-1980: Pierre Merlin
- 1981-1987: Claude Frioux
- 1987-1991: Francine Demichel
- 1991-1996: Irène Sokologorsky
- 1997-2000: Renaud Fabre
- 2001-2006: Pierre Lunel
- 2006-2012: Pascal Binczak
- 2012-2016: Danielle Tartakowsky
- 2016-2020: Annick Allaigre[17]

### Vicepresidentes
La universidad cuenta con cinco vicepresidentes:
- Vicepresidente del consejo de administración.
- Vicepresidente de la comisión de investigación
- Vicepresidente de la comisión de formación y de la vida universitaria.
- Vicepresidente de las relaciones internacionales.
- Vicepresidente estudiantil.[18]

## Facultades, institutos, escuelas

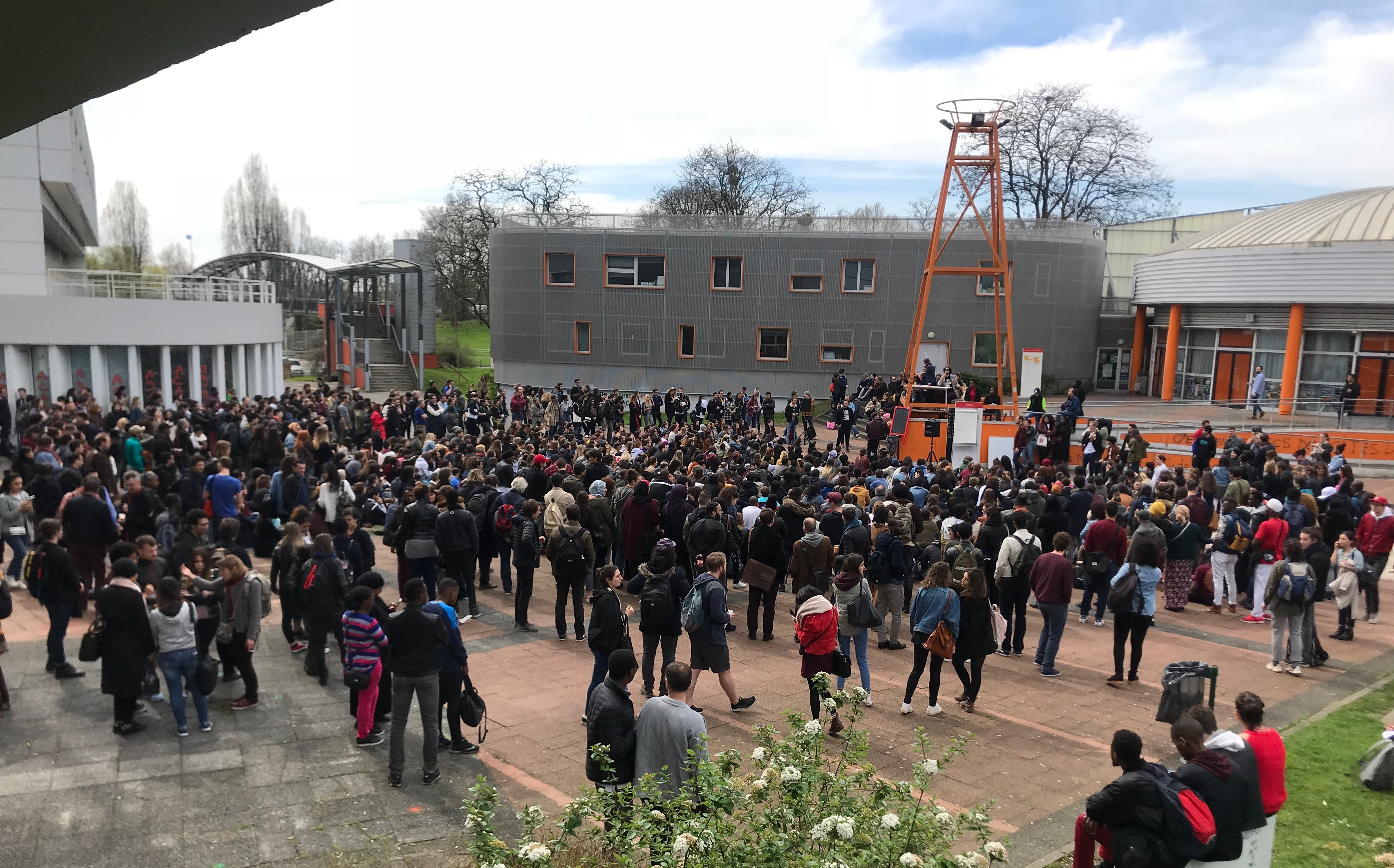
Asamblea general en la Universidad de París VIII, 11 de abril de 2018.

### Unidades de formación e investigación (UFR)
- UFR AES - Economía y Gestión (AES-EG)
- UFR Derecho
- UFR Lenguas y culturas extranjeras (LLCE-LEA)
- CDL (Centro de idiomas)
- UFR Matemáticas, Informática, Tecnologías, Ciencias de la Información y la Comunicación (MITSIC)
- UFR Psicología
- UFR Ciencias de la Educación, Psicoanálisis y Com / Francés como Lengua Extranjera (SEPF)
- UFR Ciencias del lenguaje (SDL)
- UFR eriTES (estudios, investigación e ingeniería en territorios - entornos - empresas)
- UFR Textos y Sociedades[19]

### Institutos
- Instituto de educación a distancia (IED)
- Instituto de Estudios Europeos (IEE)
- Instituto Francés de Geopolítica (IFG)

### Institutos universitarios de tecnología
- IUT de Montreuil
- IUT de Tremblay-en-France

### Escuelas doctorales
- Cognición, lengua, interacción
- Estética, ciencias y tecnologías de las artes
- Prácticas y teorías del sentido
- Ciencias sociales[18]

## Personalidades vinculadas

### Antiguos estudiantes destacados

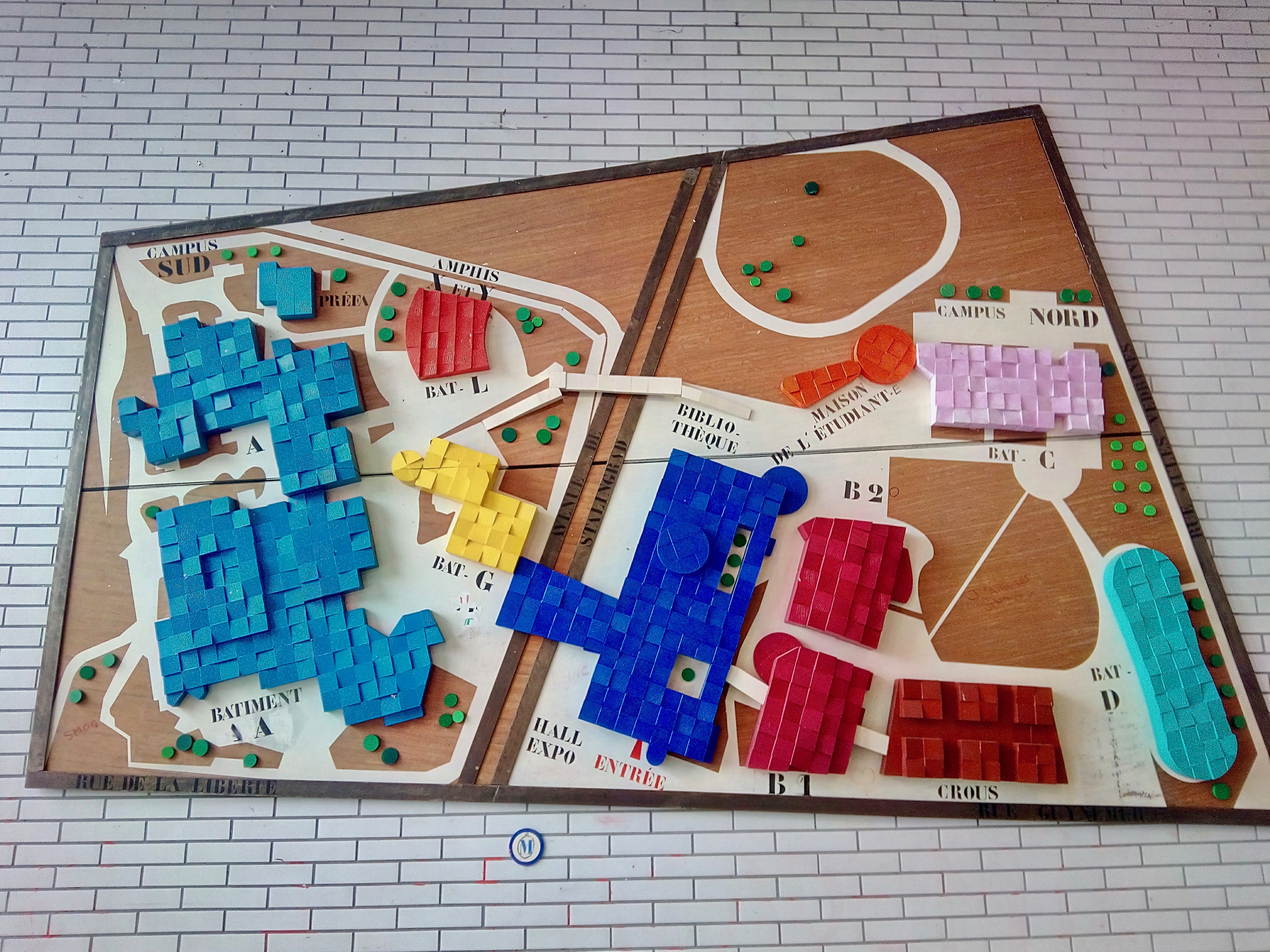
Mapa del campus de la Universidad París 8.

- Clémentine Autain, política, feminista
- Burhan Ghalioun, profesor de sociología política y político sirio
- Chokri Belaid, abogado, político tunecino
- Esther Benbassa, académica
- Solveig Dommartin, actriz y directora
- Alfredo Bryce Echenique, escritor
- Zoe Felix, actriz
- Fatima Gallaire, escritora
- Pierre Granche, escultor
- André Juillard, delineante, ilustrador
- Cédric Klapisch, cineasta
- Malamine Koné, contratista
- Paul-Gilbert Langevin, musicólogo
- Jean-Jacques Lebel, artista visual, escritor
- Régis Loisel, dibujante y escritor de cómics
- José Manuel López López, compositor
- Saülo Mercader, artista
- Elisabeth Roudinesco, historiadora y psicoanalista
- Hubert Sauper, director
- Guillaume Soro, primer ministro de Costa de Marfil
- Claudia Tagbo, actriz y comediante
- Frank Tétart, geopolitólogo, profesor de Sciences-Po Paris
- Éric Toussaint, Doctor en Ciencias Políticas y Presidente del Comité para la Cancelación de la Deuda Tercera Mundial de Bélgica
- Christophe Willem, cantante
- Slavoj Žižek, filósofo, psicoanalista, ensayista

### Doctoreshonoris causa
La Universidad Paris 8 premia, a propuesta del Consejo Científico, con el título de Doctor honoris causa a una personalidad extranjera cuyo compromiso y trabajo forman parte del espíritu de la universidad.
- 2014. Gayatri Chakravorty Spivak, teórica de la literatura y crítica literaria contemporánea
- 2014. Archie Shepp, compositor y músico saxofonista
- 2014. Achille Mbembe, Profesor de Historia y Ciencias Políticas
- 2013. Abderrahmane Sissako, director, productor
- 2012. Michael Haneke, cineasta
- 2011. Elena Poniatowska, escritora y periodista
- 2011. Tomás Segovia, escritor y traductor
- 2009. Homi Bhabha, teórico de estudios poscoloniales
- 2009. Jean Ziegler, sociólogo
- 2006. Abdou Diouf, Secretario General de la Francofonía (OIF)
- 2005. Nelson Mandela, expresidente de Sudáfrica
- 2005. Boubacar Joseph Ndiaye, conservador del Museo de Gorée (Senegal)
- 2005. Jordi Pujol, expresidente de la Generalidad de Cataluña
- 2005. Miguel Ángel Estrella, pianista y embajador de la República Argentina ante la UNESCO
- 2004. Antanas Mockus, matemático, epistemólogo y político
- 2004. Cornel West, filósofo y especialista en religiones estadounidenses
- 2003. Marilena de Souza Chaui, filósofa
- 1999. Barbara Hendricks, artista lírica
- 1999. Humberto Giannini, filósofo y escritor chileno
- 1997. Shigehiko Hasumi, investigador en literatura francesa y crítico de cine
- 1997. Youssef Chahine, director, actor, guionista y productor
- 1997. Jürgen Habermas, filósofo y sociólogo
- 1997. Richard Rorty , filósofo
- 1996. Howard Becker, sociólogo
- 1996. Emmanuel Nunes, compositor
- 1996. Ibrahim Rugova, escritor y expresidente de Kosovo

## Medios de acceso al campus principal

### Metro

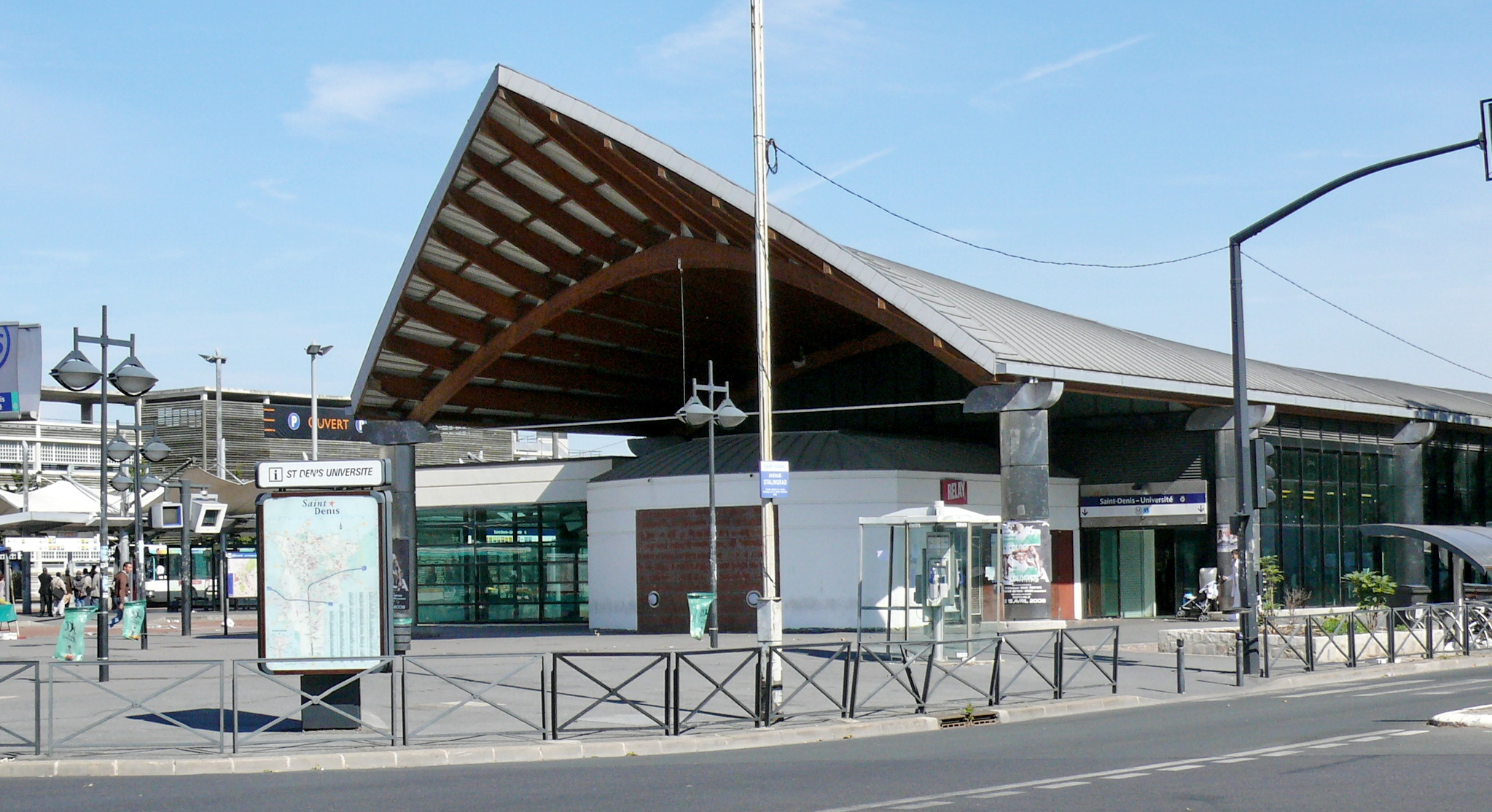
Estación Saint-Denis - Université del metro de París.

Línea 13, Châtillon Montrouge – St. Denis Université, descender en St. Denis Université.

### Tranvía
- Línea T1, Asnières Gennevilliers/LesCourtilles – Noisy-le-Sec RER, descender en Marché de St-Denis hasta el autobús 255, bajar en St-Denis Université, otra opción es descender en St-Denis Basilique, después tomar el metro de la línea 13 hasta la estación St-Denis Université.
- Línea T5, Garges-Sarcelles RER/SNCF – Marché de St-Denis, bajar en Guynemer, después tomar la calle Gyunemer, 5 minutos a pie de la universidad París 8.[18]

### Tren y RER
- Línea de Paris-Nord, descender en Gare de St-Denis, correspondencia con la línea de autobús 255, bajar en St-Denis Université.
- RER línea D, Melun/Malesherbes – Orry-la-Ville, descender en Gare de St-Denis, correspondencia con la línea de tranvía T1, bajar en Basilique de St-Denis, después el metro línea 13, descender en St-Denis Université.[18]